# Pharmagroßhandel
Der Pharmagroßhandel ist der Großhandel mit pharmazeutischen Produkten. Er ist Teil des Gesundheitssystems. Zu seinen Aufgaben gehört die Versorgung der Apotheken mit den Produkten der Pharmaunternehmen. Wesentlich für den Pharmagroßhandel ist der Betrieb einer Logistik, die eine sehr schnelle Belieferung auf Tagesbasis gewährleistet.

## Situation in Deutschland
Der Pharmagroßhandel in Deutschland ist das Bindeglied zwischen den über 1.500 Herstellern von pharmazeutischen und anderen apothekenüblichen Produkten und den etwa 17.700 Apotheken im Bundesgebiet. Alle vollversorgenden Großhändler sind im Bundesverband des Pharmazeutischen Großhandels - PHAGRO e. V. organisiert. Der Verband hat seinen Sitz seit 2010 in Berlin. Er hat 8 Mitglieder. Der Gesamtumsatz belief sich 2022 auf ca. 38,8 Mrd. €. Davon entfielen 35,6 Mrd. € auf den Umsatz mit apothekenpflichtigen, rezeptpflichtigen und nicht rezeptpflichtigen Arzneimitteln.
Die Großhandelsspanne ist durch die Arzneimittelpreisverordnung (§ 2 Abs. 1) festgelegt: Bei verschreibungspflichtigen Fertigarzneimitteln beträgt der Zuschlag auf den Abgabepreis des pharmazeutischen Unternehmers 3,15 %, höchstens jedoch 37,80 €, zuzüglich eines Festzuschlags von 73 Cent.
Die Legaldefinition findet sich in § 4 (22) Arzneimittelgesetz: Großhandel mit Arzneimitteln ist jede berufs- oder gewerbsmäßige zum Zwecke des Handeltreibens ausgeübte Tätigkeit, die in der Beschaffung, der Lagerung, der Abgabe oder Ausfuhr von Arzneimitteln besteht, mit Ausnahme der Abgabe von Arzneimitteln an andere Verbraucher als Ärzte, Zahnärzte, Tierärzte oder Krankenhäuser.
Der Betrieb eines Pharmagroßhandelsunternehmens bedarf gemäß § 52a Arzneimittelgesetz der Genehmigung durch die zuständigen Länderbehörden.

### Mitgliedsfirmen

#### Bundesweit arbeitende Großhändler
- Phoenix Pharmahandel GmbH & Co. KG, Mannheim
  - Europa: 153 Distributionszentren in 26 Ländern[4] davon Deutschland mit 20 Niederlassungen - Umsatz: 22,6 Mrd. € (2014/2015) - Marktanteil: >25 %
  - Teil der Merckle Unternehmensgruppe[5]
  - Hageda-Stumpf GmbH & Co., München
    - gegr. 1990 - 1 Lager in München
    - Das Unternehmen ist der Merckle Unternehmensgruppe und damit indirekt der Phoenix Pharmahandel zuzurechnen. Zugrunde liegt eine Vereinbarung von Adolf Merckle mit dem Bundeskartellamt über die Zusammenlegung seiner verschiedenen Pharmagroßhandelstöchter, die von Merckle durch Strohmann-Lösungen jedoch niemals umgesetzt worden ist.[6]
- NOWEDA Apothekergenossenschaft eG, Essen
  - 20 Niederlassungen - Umsatz: ca. 9,0 Mrd. Euro (2021/22) - MA: ca. 24 % (2022)
    - Ebert+Jacobi GmbH u. Co. KG, Würzburg - seit 2017 Teil der Noweda-Gruppe
      - gegr. 1884 - 2 Lager in Würzburg und Heidenheim an der Brenz
      - Umsatz: 900 Mio. € (2013) incl. Beteiligungen (anteilig)

    - Ebert + Jacobi Finze GmbH & Co. KG, Pfreimd
      - gegr. 1922 - 1 Lager in Pfreimd
      - Anteil Ebert + Jacobi: 100 %

    - spangropharm Pharmazeutische Großhandlung GmbH u. Co. KG, Spangenberg
      - gegr. 1916 - 1 Lager in Spangenberg
      - Ab dem 1. Januar 1987 im Besitz (100 %) von Ebert + Jacobi
- Alliance Healthcare Deutschland, vormals Andreae-Noris Zahn AG (ANZAG), Frankfurt am Main
  - 25 Niederlassungen[7] - Umsatz: 4,567 Mrd. € (2011/2012) - MA: 16 %
- Sanacorp Pharmahandel GmbH, Planegg
  - 19 Niederlassungen (incl. v.d.Linde u. Fiebig) - Umsatz: 5,5 Mrd. Euro (2021) - MA: 12,5 %
    - v.d.Linde-Arzneimittel GmbH, Düsseldorf
      - gegr. 1924 - 3 Lager in Hilden, Düsseldorf, Herne
      - Die v.d.Linde-Arzneimittel GmbH ist zum 1. Januar 2009 von der Sanacorp Pharmahandel GmbH übernommen worden[8]. Der Antrag auf Übernahme wurde am 4. März 2009 durch die EU-Kommission genehmigt[9][10].

    - Leopold Fiebig GmbH & Co. KG, Rheinstetten (2021 von Sanacorp übernommen)
      - gegr. 1898 - 1 Lager in Rheinstetten
      - Umsatz: 161 Mio. € (2008)

#### Pharma Privat
Zu den Mitgliedern von Pharma Privat, einer Kooperation inhabergeführter privater Pharmagroßhandlungen gehören:
- Otto Geilenkirchen GmbH & Co KG, Aachen
  - gegr. 1926 - 2 Lager in Aachen und Mönchengladbach
- Max Jenne Arzneimittel-Großhandlung KG, Kiel
  - gegr. 1879 - Verwaltung in Kiel, 3 Lager in Neumünster, Lübeck und Lüneburg[13]
- Richard Kehr GmbH & Co. KG, Braunschweig
  - gegr. 1924 - 1 Lager in Braunschweig
  - Umsatz: 341 Mio. € (2008) (incl. Kehr Holdermann)
- Kehr Holdermann GmbH & Co. KG
  - gegr. 1990 - 1 Lager in Dessau
  - Anteil Richard Kehr: 75 %
- Kehr Berlin GmbH & Co. KG
  - Joint Venture von Kehr und Kehr Holdermann[14], hervorgegangen aus der Insolvenz der Apothekenkooperation Gesine[15]
- C. Krieger & Co. Nachfolger GmbH & Co. KG, Koblenz
  - gegr. 1802 - 1 Lager in Koblenz

Die Firmen in dieser Gruppe verfügen somit über 9 ausliefernde Betriebe und einen Marktanteil von 8 %.

#### Freie Mitglieder
- AEP GmbH, Alzenau, (größter Anteilseigner: Österreichische Post AG mit 40 %)
  - gegr. 2013 - 1 Lager in Alzenau
  - Umsatz: 508 Mio. Euro (2021)

### Geschichte

#### Fusionskontrollverfahren
Im Jahre 2001 hat die Sanacorp versucht, die ANZAG zu übernehmen. Die Übernahme scheiterte jedoch am Widerstand des Kartellamtes. Der Rechtsstreit wurde durch ein Urteil des Oberlandesgerichtes Düsseldorf im Oktober 2006 beendet. Das Fusionskontrollverfahren war eines der längsten in der Geschichte der Bundesrepublik Deutschland. Die Sanacorp war bis zur Übernahme durch Alliance Boots Ende 2010 mit 24,99 % an der ANZAG beteiligt.

#### Strafzahlungen wegen verbotener Absprachen
Anfang 2003 hatte sich die ANZAG zu einer Vorwärtsstrategie entschlossen. Den Apotheken wurden Rabatte eingeräumt um den eigenen Marktanteil auszubauen. Mitte 2003 wurde der Vorstand der ANZAG entlassen und die Rabattschlacht beendet. Zwischen den Großhändlern wurde vereinbart, die Marktanteile von Anfang 2003 wiederherzustellen. Diese Absprache wurde vom Kartellamt beanstandet. Das Bußgeld gegen die vier Unternehmen ANZAG, Gehe, Phoenix und Sanacorp sowie sieben Verantwortliche wurde auf nur 2,6 Mio. € festgelegt, weil ein kartellbedingter Mehrerlös nicht mit hinreichender Sicherheit festgestellt werden konnte.

#### Maßnahmen des Kartellamtes
Die niederländische Versandapotheke DocMorris gehörte von April 2007 bis 2012 zu 90 % zur Celesio AG, der Muttergesellschaft der Gehe Pharma Handel GmbH. Die Landesverbände der Apotheken sollen Apotheken gedrängt haben, ihre Lieferbeziehung zu Gehe zu beenden. Das Bundeskartellamt hat daraufhin im Juli 2007 die Büros einiger Landesverbände durchsucht und Unterlagen sichergestellt. Die Gehe hat die Angelegenheit als weniger dramatisch eingestuft, da die negativen Reaktionen der Apotheker im erwarteten Rahmen geblieben seien. Der Marktanteilsverlust habe bei 2,6 % gelegen, der jedoch im Laufe des Jahres 2007 aufgeholt werden soll.

#### Rabattwettbewerb
Wegen geringerer Margen im Pharmagroßhandel beschloss der Vorstand der Phoenix-Gruppe im Herbst 2011 auf Anraten der Boston Consulting Group eine Rabattkürzung für die belieferten Apotheken. Daraufhin wechselten viele Apotheker zur Noweda, so dass sich der Marktanteil von Phoenix auf nur noch 25 % reduzierte. Im Oktober 2012 wurde daraufhin das Ziel ausgegeben, bis 2016 den alten Marktanteil zurückzuerobern und zu diesem Zwecke die Rabatte wieder deutlich erhöht. Dabei wurde im Geschäftsjahr 2013/14 ein Verlust von 60 bis 80 Millionen Euro in Kauf genommen. Gleichzeitig setzte die Noweda auf aggressives Marktanteilswachstum und baute ihren Anteil von 10 % im Jahr 2007/08 auf 17 % im Jahr 2011 aus. Erst im Frühjahr 2014 reduzierten die Unternehmen ihre Rabatte wieder.

#### Neuer Markteintritt
Seit Oktober 2013 gibt es AEP direkt, einen Großhändler, der nur eine Lieferung pro Tag garantiert. Logistikpartner ist Trans-o-flex.

## Situation in Österreich
Der Pharmagroßhandel in Österreich besteht aus sechs privaten Großhandelsunternehmen, wovon Herba Chemosan das dominate Unternehmen ist, und beliefert ca. 1.328 öffentliche Apotheken und 28 Filialapotheken. Die durchschnittliche Großhandelsspanne beträgt rund 10 %, ist aber abhängig vom Fabriksabgabepreis.
Die Legaldefinition findet sich in § 2 (2) und (3) Arzneimittelgesetz: „Arzneimittel-Großhändler“ ist ein Gewerbetreibender, der aufgrund der Gewerbeordnung 1994, BGBl. Nr. 194, zum Großhandel mit Arzneimitteln berechtigt ist und über eine entsprechende Bewilligung gemäß § 63 Abs. 1 verfügt, sowie ein pharmazeutischer Unternehmer einer anderen Vertragspartei des Abkommens über den Europäischen Wirtschaftsraum, der berechtigt ist, Großhandel mit Arzneimitteln zu treiben. „Arzneimittel-Vollgroßhändler“ ist ein Arzneimittel-Großhändler, der zufolge ausreichender Lagerhaltung, einer entsprechenden Sortimentgestaltung sowie einer entsprechenden Versorgungsbereitschaft, -regelmäßigkeit und -intensität, in der Lage ist, die Arzneimittelversorgung im Sinne des § 57 in einem bestimmten Gebiet sicherzustellen.

## Situation in der Schweiz
In der Schweiz gibt es mehrere hundert Unternehmen mit einer Grosshandelsbewilligung von Swissmedic. Davon sind allerdings nur vier Pharmavollgrossisten, d. h. Großhändler mit einem vollständigen Sortiment; die Pharmavollgrossisten sind im Verband pharmalog.ch organisiert.

## Europäische Ebene
Auf europäischer Ebene gilt die Richtlinie 92/25/EWG des Rates vom 31. März 1992 über den Großhandelsvertrieb von Humanarzneimitteln.
Die Dachorganisation der Pharmavollgrossisten in Europa ist GIRP (groupement international de la répartition pharmaceutique). Der Verband vertritt die nationalen Verbände von über 600 Großhändlern in 31 europäischen Ländern, darunter die führenden paneuropäischen Gesellschaften. Präsident ist René Jenny.